# 日野西光善

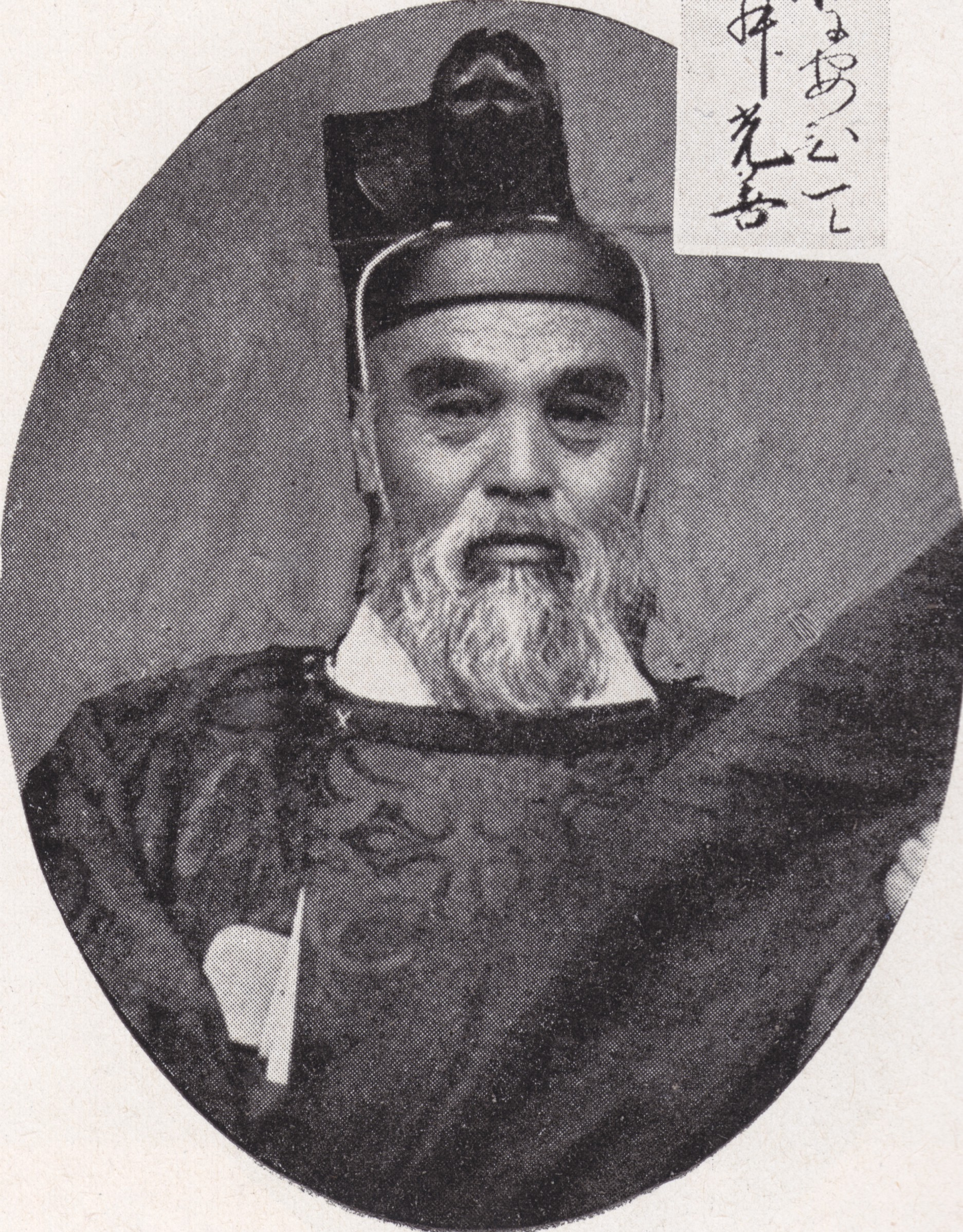
大正天皇即位大礼の典儀官時の日野西光善（1915年）

日野西 光善（ひのにし みつよし）は、幕末の公家、明治期の神職・政治家。貴族院子爵議員。日野西家15代当主。

## 経歴
山城国京都で刑部卿・萩原員光の長男として生まれ、日野西延栄の養子となる。1884年（明治17年）7月8日、子爵を叙爵した。
文久3年1月5日（1863年2月22日）従五位下に叙せられ、同年2月7日（3月25日）元服して昇殿を許され越後権介に任じられた。兼皇太后宮少進、少教正を務め、1873年（明治6年）9月8日、兼任白峯宮宮司に就任。以後、兼豊国神社宮司・三敢國神社宮司、兼梨木神社宮司、兼四條畷神社宮司を務め、1890年（明治23年）7月1日、全宮司職を依願退職。
1890年7月10日、貴族院子爵議員に選出され、1897年（明治30年）7月10日まで一期在任した。1896年（明治29年）皇典講究所幹事長に就任。1905年（明治38年）平安神宮宮司に転じ、1914年（大正3年）厳島神社宮司に発令されたが高齢のため辞職した。

## 系譜
- 父：萩原員光
- 母：不詳
- 養父：日野西延栄
- 先妻：日野西賀子（よしこ、堀河親賀長女）[1]
- 後妻：日野西親子（粟田口定孝長女）[1]
- 二男：日野西資博（1870年生。子爵・宮中顧問官）[1][8]
- 三男：日野西長輝（1875年生。北海道、朝鮮で農場経営。子に村井資長）[10][11]
- 四女：桜井範子（つねこ、桜井小太郎夫人）[1]
- 五女：村井薫子（かおるこ、1879年生。宮中女官を経て村井吉兵衛後妻）[1]
- 八女：日野西徳宝（1890年生、善光寺大本願副住職、尼衆学校第2代校長）[12]
- 庶子：一男三女[10]